# Відвідувач музею
«Відвідувач музею» (рос. «Посетитель музея») — радянсько-німецько-швейцарський постапокаліптичний драматичний фільм режисера Костянтина Лопушанського.

## Сюжет
Екологічна катастрофа відбулася. Останній акт і логічне завершення багатовікових відносин Людини і Природи, побудованих на ненаситному споживацтві. Герой фільму — один з небагатьох, хто залишилився в живих і зберегли людську подобу і образ думок. Відвідувач прийшов, щоб спокутувати провину людства.
«Відвідувач музею» — релігійна драма-притча про пошук істини і сенсу, про жертовність і фанатизм, про вічне протистояння добра і зла. За словами режисера, в епізодах з масовкою знімалося більше тисячі реальних божевільних (серед них були і переодягнені лікарі, на всякий випадок).

## Ролі
- Віктор Михайлов
- Віра Майорова
- Вадим Лобанов
- Ірина Ракшина
- Олександр Расинський
- Йосип Риклін
- Володимир Фірсов
- Юрій Соболєв
- В'ячеслав Васильєв

## Нагороди
- Гран-прі і Приз за режисуру МКФ експериментальних фільмів в Мадриді
- Приз «Срібний Георгій» і Приз екуменічного журі МКФ в Москві
- Номінація в категорії «Найкращий фантастичний фільм» на фестивалі Fantasporto (Порто, Португалія)

## Критика
Рейтинг фільму на сайті IMD — 7,3/10.